# 双頭サメ
双頭サメ（そうとうサメ）とは、頭部が二つある奇形のサメである。

## 概要
双頭サメは頭が二つあり、心臓血管系には口、両目、脳、片側5つのエラがあり、頭部はエラの後ろで融合している。胃と肝臓が二つあるが、腸は一本である。
2008年に初めて発見され、その後、発見が増加している。
無事に長生きすることはかなり珍しく、確認できた生存個体でも数日しか生き延びられなかった。

## 歴史
2008年にオーストラリア沿岸でヨシキリザメが捕獲され、捕獲後に漁師がヨシキリザメの子宮を開くと、頭部が二つあるサメの胎児が発見された。
2011年、カリフォルニア湾とメキシコの北西沖で捕獲されたメスのヨシキリザメの子宮から、双頭のサメが発見された論文をフェリペ・ガルパン・マガーニャが発表。
2013年、フロリダの漁師らがメキシコ湾でオオメジロザメを捕獲、そのサメの子宮内から双頭のサメが発見された。
2016年、大西洋でナヌカザメからも双頭サメが発見された。
2020年、インドのマハラシュトラ州の沖で双頭サメが発見された。

## 原因
原因については詳しいことはわかっておらず、様々な説が唱えられている。
多頭症説
双頭サメにはそれぞれ脳があり、内臓や手足の制御を共有しているという説。
環境的問題説
感染症や化学物質、放射線や、近年の海水の汚染では無いかという説だが、スペインのマラガ大学のバレンティ・サンス＝コーマにより否定されている。
突然変異説
コーマはアトランティック・ソーテール・キャットシャークの797個の胚の中の1個体に双頭サメがいたとして突然変異が起こったのでは無いかとする説を科学誌『Journal of Fish Biology』に発表した。
遺伝子の異常説
現在、サメの数は減少しており、遺伝の枝分かれに縮小が生じており、これが理由で近親交配が増加。それにより、遺伝子に異常が起こりやすくなったことで、双頭サメが増加したという説。

## 双頭サメの増加
近年では、双頭サメの発見報告が増加している。しかし、海洋学者のフェリペ・ガルパン・マガーニャによれば、実際に数が増加しているわけではなく、科学誌が増加したために報告が自然と増えているという。